# Remasters
Albums de Led Zeppelin
Profiled
(1990) Boxed Set, Vol. 2
(1993)
Remasters est une compilation du groupe de rock anglais Led Zeppelin. Elle sortit le 15 octobre 1990 et est produite par Jimmy Page. Toutes les chansons sont remasterisées digitalement avec l'aide de George Marino à New York dans les studios Sterling Sound.
Cette compilation est un condensé du coffret Boxed Set, Vol. 1. Elle regroupe 26 titres émanant des huit premiers albums du groupe.

## Titres

### Disque 1
| No  | Titre                      | Auteur                                   | de l'album             | Durée |
| --- | -------------------------- | ---------------------------------------- | ---------------------- | ----- |
| 1.  | Communication Breakdown    | John Bonham, John Paul Jones, Jimmy Page | Led Zeppelin, 1969     | 2:28  |
| 2.  | Babe I'm Gonna Leave You   | Anne Bredon, Page, Robert Plant          | Led Zeppelin           | 6:41  |
| 3.  | Good Times Bad Times       | Jones, Page, Plant                       | Led Zeppelin           | 2:43  |
| 4.  | Dazed and Confused         | Page                                     | Led Zeppelin           | 6:26  |
| 5.  | Whole Lotta Love           | Bonham, Jones, Page, Plant               | Led Zeppelin II, 1969  | 5:34  |
| 6.  | Heartbreaker               | Bonham, Jones, Page, Plant               | Led Zeppelin II        | 4:14  |
| 7.  | Ramble On                  | Page, Plant                              | Led Zeppelin II        | 4:24  |
| 8.  | Immigrant Song             | Page, Plant                              | Led Zeppelin III, 1970 | 2:23  |
| 9.  | Celebration Day            | Jones, Page, Plant                       | Led Zeppelin III       | 3:28  |
| 10. | Since I've Been Loving You | Jones, Page, Plant                       | Led Zeppelin III       | 7:24  |
| 11. | Black Dog                  | Jones, Page, Plant                       | Led Zeppelin IV, 1971  | 4:54  |
| 12. | Rock and Roll              | Bonham, Jones, Page, Plant               | Led Zeppelin IV        | 3:40  |
| 13. | The Battle of Evermore     | Page, Plant                              | Led Zeppelin IV        | 5:51  |
| 14. | Misty Mountain Hop         | Jones, Page, Plant                       | Led Zeppelin IV        | 4:39  |
| 15. | Stairway to Heaven         | Page, Plant                              | Led Zeppelin IV        | 8:01  |

### Disque 2
| No  | Titre                     | Auteur                     | de l'album                    | Durée |
| --- | ------------------------- | -------------------------- | ----------------------------- | ----- |
| 1.  | The Song Remains the Same | Page, Plant                | Houses of the Holy, 1973      | 5:29  |
| 2.  | The Rain Song             | Page, Plant                | Houses of the Holy            | 7:39  |
| 3.  | D'yer Mak'er              | Bonham, Jones, page, Plant | Houses of the Holy            | 4:23  |
| 4.  | No Quarter                | Jones, Page, Plant         | Houses of the Holy            | 7:00  |
| 5.  | Houses Of The Holy        | Page, Plant                | Physical Graffiti, 1975       | 4:03  |
| 6.  | Kashmir                   | Bonham, Page, Plant        | Physical Graffiti             | 5:35  |
| 7.  | Trampled Under Foot       | Jones, Page, Plant         | Physical Graffiti             | 5:35  |
| 8.  | Nobody's Fault but Mine   | Page, Plant                | Presence, 1976                | 6:28  |
| 9.  | Achilles Last Stand       | Page, Plant                | Presence                      | 10:23 |
| 10. | All My Love               | Jones, Plant               | In Through the Out Door, 1979 | 5:53  |
| 11. | In the Evening            | Jones, Page, Plant         | In Through the Out Door       | 6:51  |

### Disque 3
Dans le disque 3, sorti uniquement aux États-Unis, on peut trouver une interview de Robert Plant, Jimmy Page et John Paul Jones.
Cette compilation est sortie en 1992 aux États-Unis. Le disque est divisé en 43 parties.

## Musiciens
- John Bonham: batterie, percussions
- John Paul Jones: basse, claviers, mandoline
- Jimmy Page: guitare acoustique et électrique
- Robert Plant: chant, harmonica

### Musiciens additionnels
- Sandy Denny: chant sur Battle of Evermore
- Ian Stewart: piano sur Rock and Roll

## Charts et certifications
| Pays                         | Durée du classement | Meilleur classement |
| ---------------------------- | ------------------- | ------------------- |
| Allemagne                    | 29 semaines         | 13e                 |
| Australie                    | 72 semaines         | 1er                 |
| Autriche                     | 10 semaines         | 19e                 |
| Belgique (W)                 | 3 semaines          | 32e                 |
| Belgique (V)                 | 5 semaines          | 46e                 |
| États-Unis                   | 11 semaines         | 47e                 |
| Finlande                     | 18 semaines         | 1er                 |
| France                       | 9 semaines          | 3e                  |
| Italie                       | —                   | 15e                 |
| Norvège                      | 14 semaines         | 8e                  |
| Nouvelle-Zélande             | 59 semaines         | 3e                  |
| Pays-Bas                     | 23 semaines         | 33e                 |
| Royaume-Uni                  | 54 semaines         | 10e                 |
| Royaume-Uni (Rock and Metal) | -                   | 1er                 |
| Suède                        | 9 semaines          | 21e                 |
| Suisse                       | 13 semaines         | 24e                 |

| Pays             | Certification | Ventes      | Date       |
| ---------------- | ------------- | ----------- | ---------- |
| Allemagne        | Platine       | 500 000 +   | 2000       |
| Australie        | 10 × Platine  | 700 000 +   | 2007       |
| Autriche         | Or            | 25 000 +    | 29/05/2000 |
| États-Unis       | 2 × Platine   | 2 000 000 + | 25/11/1997 |
| Finlande         | Or            | 35 440 +    | 1997       |
| France           | Platine       | 300 000 +   | 06/05/1997 |
| Italie           | Or            | 25 000 +    | 2019       |
| Nouvelle-Zélande | Platine       | 15 000 +    | 14/07/1991 |
| Royaume-Uni      | 2 × Platine   | 600 000 +   | 14/09/2001 |
| Suisse           | Or            | 25 000 +    | 1994       |